# Tourisme dans Eeyou Istchee Baie-James
Le tourisme dans la région Eeyou Istchee Baie-James est une composante importante de l'activité économique de deux régions touristiques situées dans le Nord-du-Québec, soit celle de Baie-James et celle de Eeyou Istchee. Ces deux régions se partagent un vaste territoire de près de 350 000 km2 situé entre le 49e et le 55e parallèles. Les deux régions touristiques ont mis en commun leurs ressources en 2013 même si elles restent administrativement séparées.

## Tourisme dans la région de la Baie-James
En 2009, la région touristique de la Baie-James compte 98 entreprises associées au secteur du tourisme, soit moins de 1 % de toutes les entreprises touristiques du Québec. En moyenne, le tourisme génère quelques centaines d’emplois dans la région.
Créée en 2004 par la division de l’ancienne région touristique du Nord-du-Québec, la région touristique de Baie-James regroupe toutes les localités et les communautés situées entre le 49e et le 55e parallèle, à l'exception de celles situées dans la région Eeyou Istchee, laquelle est constituée de plusieurs enclaves dans la région de la Baie-James et est administrée par le Gouvernement de la nation crie. Elle couvre à elle seule une superficie de près de 350 000 km2, soit environ 600 km d’est en ouest et environ 600 km du sud au nord.
Autour de 2013, une structure commune aux régions touristiques Eeyou Istchee et Baie-James a été mise en place et a adopté un plan stratégique favorisant la synergie entre les deux associations touristiques régionales (ATR), qui continuent cependant à exister,.

### Histoire
La Baie-James est fréquentée depuis très longtemps, par les Cris qui font partie de la grande famille des Algonquiens habitant le territoire depuis plus de cinq mille ans. Ce peuple de chasseurs était principalement nomade et se déplaçait suivant le cours des saisons et des migrations animales. Au XVIIe siècle avec l'instauration des postes de traite, ils se sédentarisèrent lentement. Parmi les Européens venu explorer ce nouveau continent, Sir Henry Hudson découvrit en 1610 la baie qui porte son nom en son honneur.
En 1631, Thomas James publie la carte de la baie d'Hudson et démontre qu'elle n'était pas du tout le passage maritime vers l'Orient.
En 1667, le prince Rupert, cousin du roi Charles II, met deux navires à la disposition des explorateurs. Un seul navire réussit à traverser l'Atlantique et le 3 juin 1668, le Nonsuch jette l'ancre sur une grève de la rive sud de la baie James. C'est à cette époque que Pierre-Esprit Radisson et Médard Chouart des Groseilliers développent le commerce de fourrures en Nouvelle-France. Il y a plus de 200 000 peaux qui transigeaient au fort Charles appelé aujourd'hui Waskaganish, un attrait de la région.
De 1674 à 1713 deux compagnies se font concurrence directe pour le marché de la fourrure, soit la Compagnie de la Baie d'Hudson et la Compagnie du Nord-Ouest. C'est la signature du traité d'Utrecht qui met fin à l'animosité entre les Français et les Anglais. Peu à peu le marché de la fourrure décline et on voit les derniers coureurs des bois devenir des prospecteurs.
Plus les années avancent, plus les richesses du sous-sol de la Baie-James donnent de nouveaux intérêts pour cette région. Dans les années 1950, une dizaine de mines commencent à être exploitées. Pendant les années 1960, la richesse de la forêt boréale est découverte grâce aux infrastructures de l'exploitation minière.
Au début des années 1970, la demande en énergie s'accroit. En 1971, le gouvernement québécois annonce un méga projet : l'aménagement des rivières de la Baie-James. C'est en 1972 qu'Hydro-Québec entame la construction de son complexe La Grande. De nos jours, les installations sont ouvertes au public.

### Visiter et s'amuser
Tout au long de l'année plusieurs évènements ont lieu dans toute la région dont : le festival du doré, la grande découverte, festival du cheval de la Baie-James. Il y a aussi plusieurs tournois dont celui du hockey mineur et de quilles interrégionales de Chibougamau. Sans oublier toutes les activités en plein air tel que l'aérotourisme, l'escapade boréale ou les plages publiques et pour les amants de la nature, il y a les randonnées pédestres, les excursions en vélos de montagne, en véhicule tout terrain et en motoneige!

### Évènements
- Journées de la culture
- 24 heures de science
- Festival du Doré Baie-James
- Fête nationale du Québec
- Festival en août

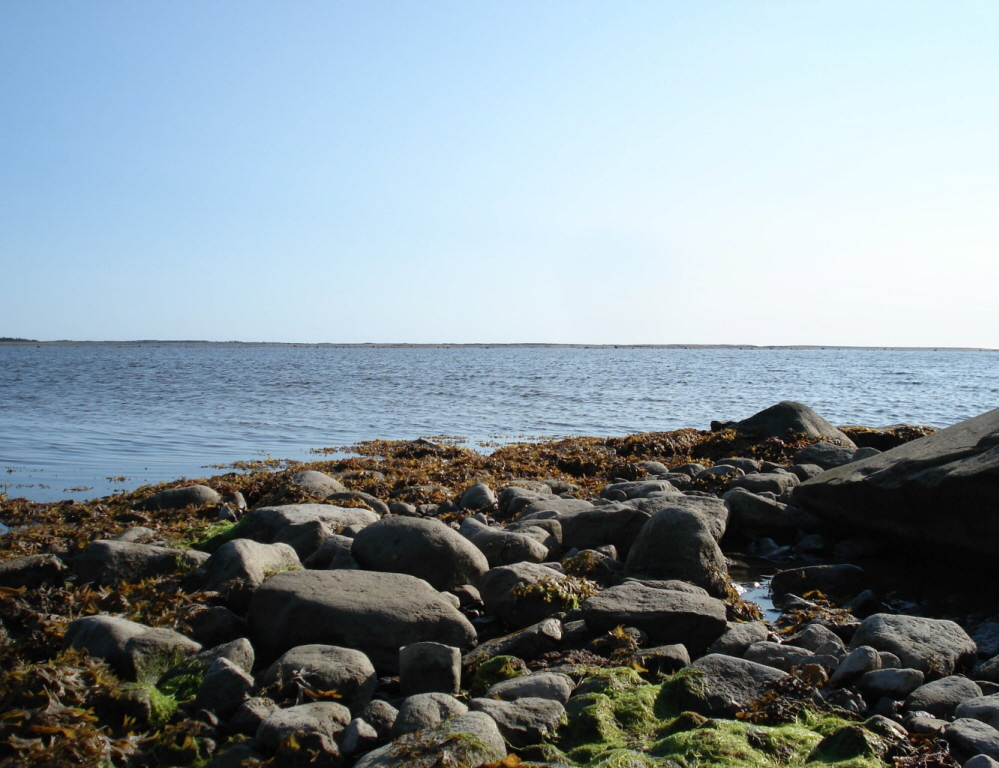
Baie James, à proximité de Chisasibi.

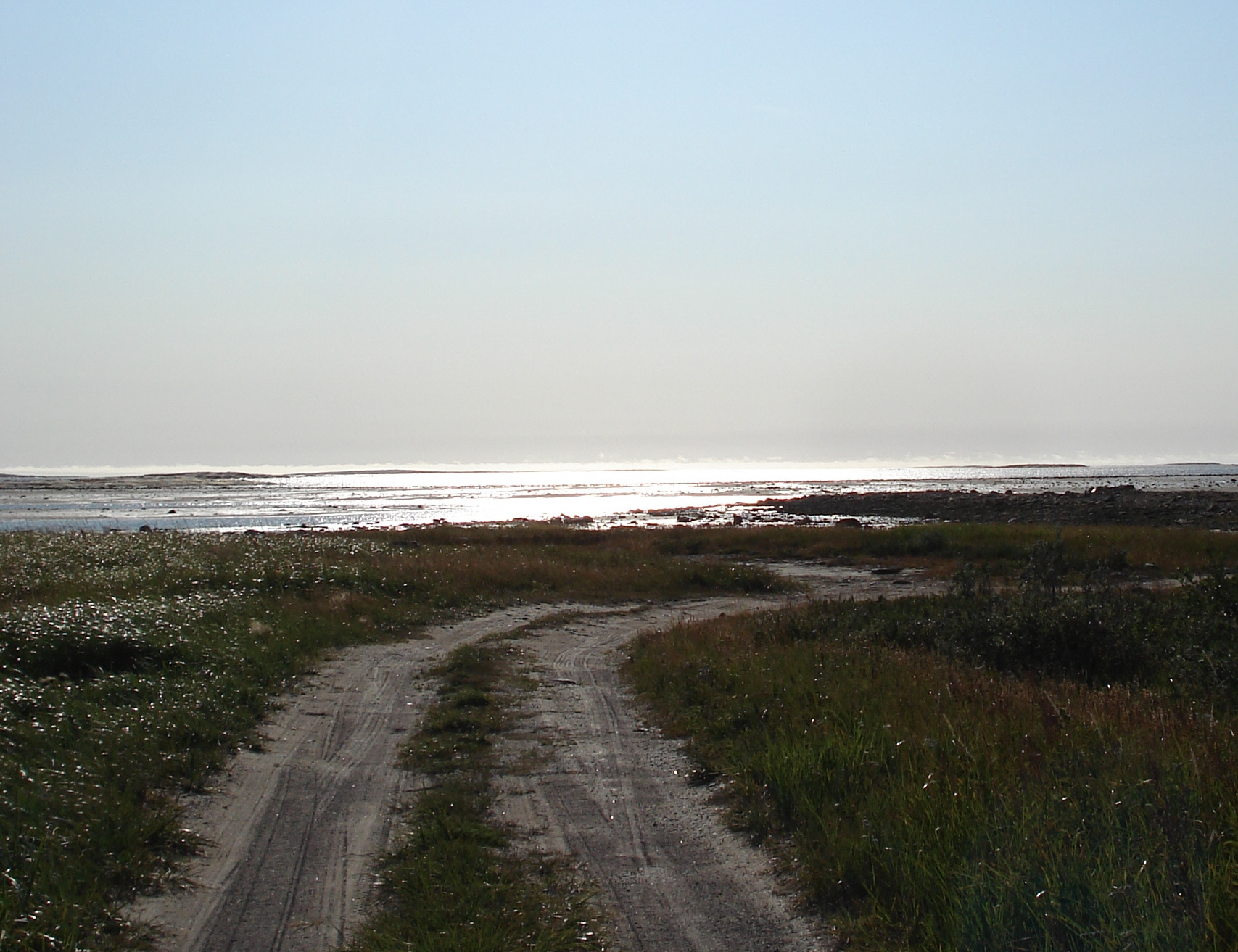
Baie James, à proximité de Chisasibi.

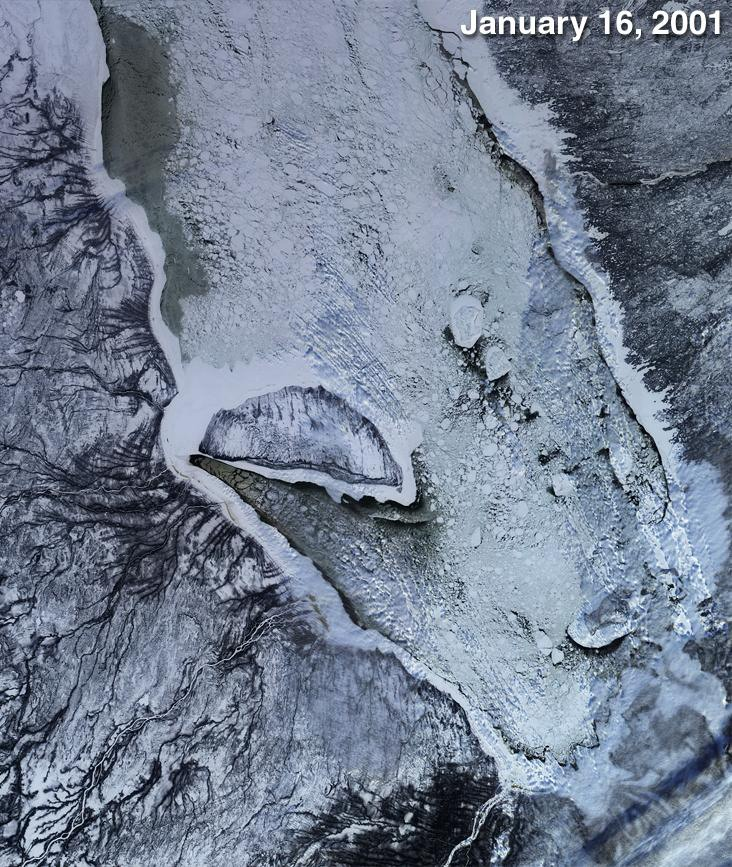
Baie James, le 16 janvier, 2001.

- Championnat de snocross Camoplast-SCM
- Super Rallye Minounes
- Défi polaire des minounes
- Festival Folifrets Baie-James
- Carnaval d’hiver
- Tournoi de quilles interrégional de Chibougamau
- Festivités de la Saint-Jean-Baptiste
- Journée autochtone
- Festival nautique
- Football Troilus
- Festival du cheval de la Baie-James

### Divertissement
- Réseau de parcours canotables de la Vallée de la Turgeon
- Club équestre de Lebel-sur-Quévillon
- Club de golf de Chibougamau
- Salle de quilles Bolorama
- Mini-golf à son meilleur
- Jeu d’échec « géant »
- Paraski Boréal
- Planétarium
- Société d’histoire régionale de Chibougamau
- Hélicoptères Canadiens
- Hélicoptères Whapchiwem
- Club de curling Opémiska
- Club de golf de Lebel-Sur-Quévillon
- Escapade boréale

### Pourvoiries
- Camp de pêche Pomerleau
- Pourvoirie Cargair
- Pourvoirie J.C. Bou
- Les Camps Kiskimaastakin
- Mirage aventure / Pourvoirie Mirage
- Pourvoirie Radisson LG-2

| Année | Volume | Nuité   | Dépense    |
| ----- | ------ | ------- | ---------- |
| 2011  | 87 000 | 370 000 | 25 000 000 |
| 2010  | 67 000 | 312 000 | 13 000 000 |
| 2009  | 85 000 | 368 000 | 33 000 000 |
| 2008  | 36 000 | 148 000 | 14 000 000 |
| 2007  | 98 000 | 299 000 | 32 000 000 |
| 2006  | 86 000 | 265 000 | 15 000 000 |

| Année | Unités disponibles | Unités occupées | Taux d'occupation moyens (%) | Prix quotidien moyen ($) | Revenu moyen par unité disponible ($) |
| ----- | ------------------ | --------------- | ---------------------------- | ------------------------ | ------------------------------------- |
| 2008  | 562                | 217             | 38.6                         | 89.3                     | 34.4                                  |
| 2009  | 551                | 212             | 38.6                         | 87.8                     | 34.2                                  |
| 2010  | 541                | 232             | 42.8                         | 85.8                     | 36.3                                  |
| 2011  | 538                | 228             | 42.4                         | 87.7                     | 37                                    |
| 2012  | 548                | 222             | 40.6                         | 97.6                     | 33.3                                  |

## Tourisme dans la région d'Eeyou Istchee

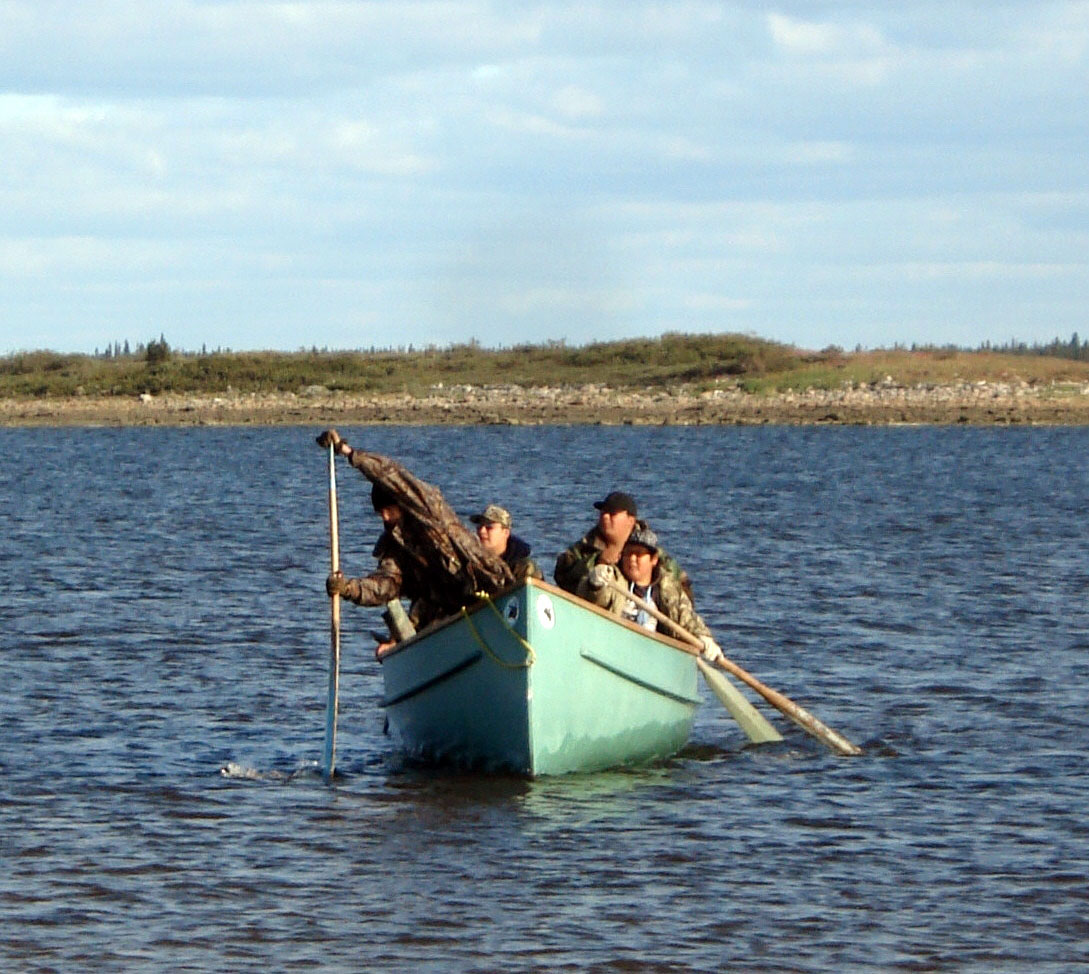
Cris de Chisasibi, dans la Baie James, au Québec

Le tourisme dans Eeyou Istchee met en valeur les communautés cries dans la région d’Eeyou Istchee du Nord-du-Québec au Canada, laquelle est composée de plusieurs enclaves dans la région de la Jamésie. Le tourisme y est en grande partie responsable de l’économie locale et met en valeur l’artisanat autochtone.
Le territoire d'Eeyou Istchee est une agglomération de neuf communautés cries : Chisasibi, Nemaska, Eastmain, Mistissini, Oujé-Bougoumou, Waskaganish, Waswanipi, Wemindji, Whapmagoostui. Chacune offre des produits qui diffèrent, soit à cause du climat et de la température ou simplement à cause du lieu géographique de chaque communauté.

### Histoire du tourisme dans cette région
En 1975, les Cris, avec les Inuit, ont été au centre des négociations avec les gouvernements fédéral et provincial pour l’exploitation hydroélectrique dans leurs régions. Cette étape a marqué un tournant décisif dans leur mode d’autogestion. Encore aujourd’hui, la majorité de la population parle cri et utilise l’anglais comme seconde langue.

### Points d’intérêt touristiques
Il y trois grandes sphères d’activités à Eeyou Istchee et chaque communauté offre des attraits différents qui les distinguent des autres. 
Le tourisme culturel et artistique
- Nemaska Arts and Crafts
- Stacy's Sports and Crafts : motifs perlés, mocassin artisanat en cuir, collier et autres bijoux.
- Red Willow Arts and Crafts : sculptures faites par les cris, des mocassins, gant perle, les artisans peuvent s’approvisionner à cette boutique.
- Wishtan's Arts and Crafts
- Eastmain Cultural Village : Vivre une journée chez les Cris, découverte des différents métiers de tanneur de peau, fabrication de pièges pour la chasse ainsi que dégustation de mets typique comme la bannique, qui est un pain sucré amérindien.
- The Cultural Village : Apprendre à fabriquer les raquettes et assister à une cérémonie cris.
- Fort George Island Tours : Faune du fort George et découvertes des îles grâce à un tour de bateau. Plats traditionnels et légendes des anciens de la tribu autour d’un feu de camp.

Tourisme naturel
- Pourvoirie Nouchimi
- Lac Tilly : brochet, du doré et de la truite mouchetée.
- Pourvoirie Aigle-Pêcheur : Très peuplé en brochet de très grande taille.
- Seal River Fishing Camp

Tourisme d’aventure
- Awashish Outdoor Adventures
- Dreamcatcher Adventure
- Natagam Boreal Adventures : En pleine nature, excursion en bateau, canot, kayak et en motoneige.

### Service touristique
Dans la région de Eeyou Istchee, une association touristique régionale (ATR) et une compagnie aérienne.
Chacune des neuf communautés possède un organisme qui s'occupe de la promotion touristique, un bureau de tourisme qui met en valeur les particularités de chaque communauté, notamment la nature, faune et flore.

### Performance touristique
Volume, nuitées et dépenses de 2007 à 2011
| Année | Volume        | Nuitées       | Dépenses      | Durée moyenne de séjour (Nuitées) | Dépenses moyennes par séjour ($) | Dépenses moyennes par nuitée ($) |
| --- | ------------- | ------------- | ------------- | --------------------------------- | -------------------------------- | -------------------------------- |
| 2011 | 1 000         | 14 000        | 0             | 14                                | 0                                | 0                                |
| 2010 | 1 000         | 2 000         | 0             | 2                                 | 0                                | 0                                |
| 2009 | 16 000        | 83 000        | 9 000         | 5,19                              | 0,56                             | 0,11                             |
| 2008 | 6 000         | 41 000        | 2 000         | 6,83                              | 0,33                             | 0,048                            |
| 2007 | Pas de donnée | Pas de donnée | Pas de donnée | Pas de donnée                     | Pas de donnée                    | Pas de donnée                    |
| Tourisme Québec précise que ce sont des données fournies à titre indicatif qu'il faut utiliser avec réserve. |               |               |               |                                   |                                  |                                  |